# هيلمار بيرغستروم
هيلمار بيرغستروم (بالسويدية: Hjalmar Bergström)‏ هو متزحلق سويدي، ولد في 19 يناير 1907 في Kungälv ‏ في السويد، وتوفي في 30 مارس 2000 في أوميو في السويد.

## وصلات خارجية
- هيلمار بيرغستروم على موقع الاتحاد الدولي للتزلج (التزلج الريفي) (الإنجليزية)
- هيلمار بيرغستروم على موقع اللجنة الأولمبية الدولية (الإنجليزية)
- هيلمار بيرغستروم على موقع أوليمبيديا (الإنجليزية)
- هيلمار بيرغستروم على موقع اللجنة الأولمبية السويدية (السويدية)